# 藏傳佛教

藏傳佛教法輪之一，飾以五智如來色

藏傳佛教法輪之二，飾以五智如來色

藏傳佛教（藏語：བོད་བརྒྱུད་ནང་བསྟན།，威利转写：bod brgyud nang bstan，藏语拼音：Pö gyü Nangdän），或称藏语系佛教，漢人俗稱「喇嘛教」，是指傳入藏区的佛教分支。屬北傳佛教，与漢傳佛教、南傳佛教并称佛教三大地理体系，但以密宗傳承為其主要特色。
藏传佛教以卷帙浩繁，渊博深奥的藏文文献著称。有举世闻名的《甘珠尔》、《丹珠尔》两大佛学丛书。藏语文与记录佛教经典使用的梵文有紧密的传承关系，佛经从梵文翻成藏文後，藏译本通常可以还原梵文本的原文。藏语文也是唯一完整地记录自释迦牟尼佛诞辰两千多年来，形成和发展的佛教教义、佛教哲学，以及佛教科学的文字，包括那烂陀传承中，所有的显、密论典。特别是因明论典的教、学传承和方式，当今惟有在藏文中有完整记载和保存。國學大師章炳麟評價西藏學術傳統：“既有文明之學，不受他熏”。然而，聖嚴法師認為藏傳佛教的發展是西藏本土的苯教等民间宗教加上印度晚期混合婆羅門教的佛教密教思想而完成的，整體而言是印藏的合璧。
藏传佛教始於松贊干布時期，佛教由毗俱底公主自尼泊爾和唐朝文成公主自汉地傳入藏区。藏传佛教所传承戒律是由根本说一切有部比丘戒在西藏第一次确立是775年。当时，印度大德寂护和随行三十名比丘造访落成于中部西藏的桑耶寺。出自寂护的根本说一切有部比丘戒传承在九世纪末叶朗达玛灭佛期间几乎断绝。三位根本说一切有部比丘幸存者在两位汉人四分律比丘的帮助下通过贡巴饶赛又复兴了此一传承。贡巴饶赛一系的根本说一切有部比丘戒传承后又被带回中部土蕃，称之为“下部戒律传承”。十世纪末叶在土蕃西部，藏王意希沃向印度求法在其王国建立、或者说重建了根本说一切有部比丘戒传承。他将东印度旁底特（学者）达磨波罗及其数名弟子延请至位于西部土蕃的古格王国，建立了根本说一切有部比丘戒的第二次传承。此一系被称为“上部戒律传承”。1204年，绰浦罗扎瓦（大译师）将印度大德、那烂陀寺最后一任座主释迦希巴札延邀至土蕃以避入侵的廓尔王朝突厥穆斯林的破坏。在土蕃，释迦希巴札及其随行的印度僧侣根据萨迦派传统为要出家者施行了根本说一切有部比丘戒，从而开始了根本说一切有部比丘戒的第三次传承。此一系分两支系，其一出自释迦希巴札对萨迦班智达之施戒，另 一形式为释迦希巴札为他后来所教训的一僧侣团体施戒，后者最终分裂形成萨迦四大僧伽。
在赤松德贊時期古印度佛教僧侶寂護將印度佛教傳入西藏，及隨瑜伽行自續派，莲花生来到藏区，制服本地原始苯教的同時，也接受西藏苯教等本土宗教的部分內容，逐渐建立了密教的基礎，此一时期称为前弘期。此后西藏佛教经过朗达玛時期灭佛运动的破坏后，约百年之久，到了宋朝初年，才又渐渐复兴起来，并逐渐形成了宁玛、噶举、噶当、萨迦、觉囊、格鲁等各派的传承，此一时期称为后弘期。
自宗喀巴創格魯派，成為藏傳佛教主流教派後，藏密大盛。十四世紀，藏傳佛教開始走出青藏高原，向外傳播。近现代，藏传佛教更流传到包括歐美國家在內的世界各地。十六世紀起，藏区開始由格魯派的兩位活佛統治，分別稱作達賴喇嘛與班禪額爾德尼，直至二十世紀中葉西藏被中共統治。藏傳佛教的流传地集中在中国藏区、内蒙古、新疆北部；不丹；印度的喜马偕尔邦（包括達蘭薩拉）、拉达克和錫金邦等地；尼泊尔；蒙古国；俄羅斯的圖瓦、布里亞特和卡爾梅克。在中國遼寧省瀋陽市、阜新市、朝陽市；河北省承德市、張家口市；山西省忻州市等地也有零散分布。至今，蒙古、土、裕固、普米等民族，仍多信奉藏传佛教。

## 詞語釋義
以地理位置劃分的佛教派別最初為南傳佛教和北傳佛教兩支。由古印度向南方傳播到斯里蘭卡、東南亞以及中國雲南等地以上座部佛教為主的流傳，被稱為「南傳佛教」，其經典多為巴利語所寫。現在流行於斯里蘭卡、緬甸、泰國、柬埔寨、寮國等地。北傳佛教主要由北方經絲綢之路向中亞、中國、朝鮮半島以及日本等國傳播，其經典多為梵文、各種中亞文字和中文。自藏傳佛教出現後，南傳北傳佛教兩支的劃分漸漸退出，取而代之的是南傳佛教、漢傳佛教和藏傳佛教的劃分法。按教理劃分，南傳佛教即是上座部佛教，而漢傳佛教和藏傳佛教同屬大乘佛教。

### 喇嘛教
「喇嘛教」一词是中国民间对藏傳佛教的俗稱。該詞自明代開始出現在漢語之中，历史上也曾被部分欧洲人使用。源於「喇嘛」一詞，原是藏語中對僧侶或上師的尊稱，如達賴喇嘛。因文化隔閡，中國民間對其了解有限，因此以「喇嘛教」稱呼來自西藏的佛教傳承。清朝乾隆帝還曾撰《喇嘛說》。在藏學界，這被认为是一个輕蔑語或貶義詞（即暗示这种宗教是喇嘛揑造，而非传承于佛教），因此在現代這個詞在正式場合不再使用。中國官方“目前多采用藏传佛教代称喇嘛教”。

## 起源

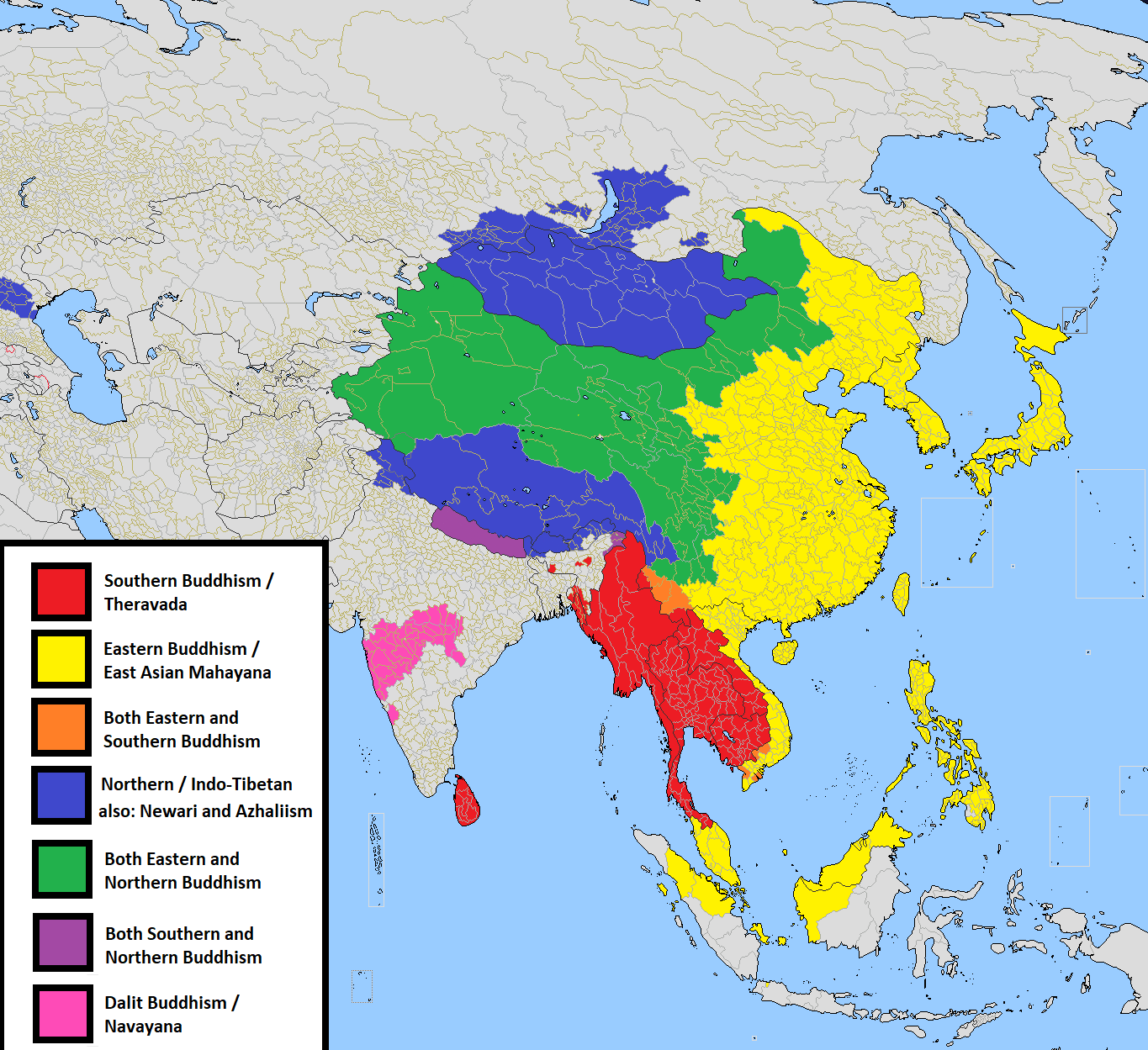
佛教主要教派分布，藍色地区即是藏傳佛教流行的地区

佛教在西藏的发展分“前弘期”和“后弘期”。前者自7世纪至838年朗达玛禁佛约200余年。后者开始之年颇多异说，依仲敦巴之说，当始于978年，至今已达千年。

### 前弘期

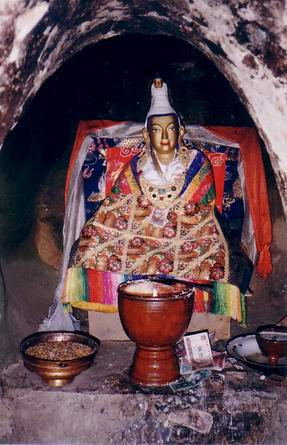
扎叶巴寺的松赞干布打坐像

西藏的佛教開始於西元四世紀中葉，吐蕃贊普拉脱脱日聂赞在位時期，西藏開始出現佛教三宝所依和供奉。根據後代藏傳佛教文獻的說法，藏傳佛教始於西元7世紀中葉。當時吐蕃贊普松贊干布先後娶了尼泊爾毗俱底公主（布裏庫捉，藏名尺尊或赤尊公主）和唐朝文成公主。641年貞觀十五年，江夏郡王、禮部尚書李道宗護送女兒文成公主入吐蕃，以十二歲等身釋迦牟尼像、珍寶、經書、經典360卷等作為嫁妝。他同时也从尼泊尔和迦湿弥罗等国引进诸多经书、佛像和佛塔，在他的兩個妻子，文成公主和毗俱底公主共同的影響下皈依了佛教，并为文成公主带去的佛像分建小昭寺，为毗俱底公主攜帶的八歲等身釋尊佛像建立大昭寺。他派遣大臣吞弥·桑布扎等十六人到印度學習梵文和佛經，回來後創造了藏語文字並開始翻譯了一些佛經；到了8世紀中葉藏王赤松德贊迎請寂護大師及弟子蓮花戒入藏，建立了吐蕃第一座出家僧寺（桑耶寺），並為七位藏族貴族剃度出家（此即著名的「七覺士」），逐漸奠定藏傳佛教的基礎。但此時仍有許多人反對。後嫻曉三藏典籍的大法師寂護大師返印，敦請精通真言的蓮華生大士由印度入藏。蓮花生大士來到吐蕃之後，示現多種神通，在折服原來盛行的本地原始宗教苯教同时，也兼吸苯教的一些内容，並傳下大量珍貴的密法，開創了西藏密宗。
蓮花生的行爲使得後世的藏密諸派皆對他尊崇備至。此外，赤松德贊為了奠定佛教根基，也廣泛地翻譯經典。其不僅從印度迎請多位譯師入蕃譯經，也派遣藏族才俊前往印度學習教典及翻譯。如此，不但保存了大量的印度佛經，亦將佛教推向吐蕃宗教中的最高位。據現存的登嘎爾目錄（布敦認為是赤松德贊王府所編），當時譯出的大小顯密經律論有738種（內從漢文轉譯的32種），故當時佛教流傳是很興盛的。蓮華生另一個重要的貢獻，是他吸取了許多西藏傳有的傳統與信仰的元素，加入印度佛教之中，使得佛教信仰得以在西藏生根，建立了獨特的藏傳佛教風格。

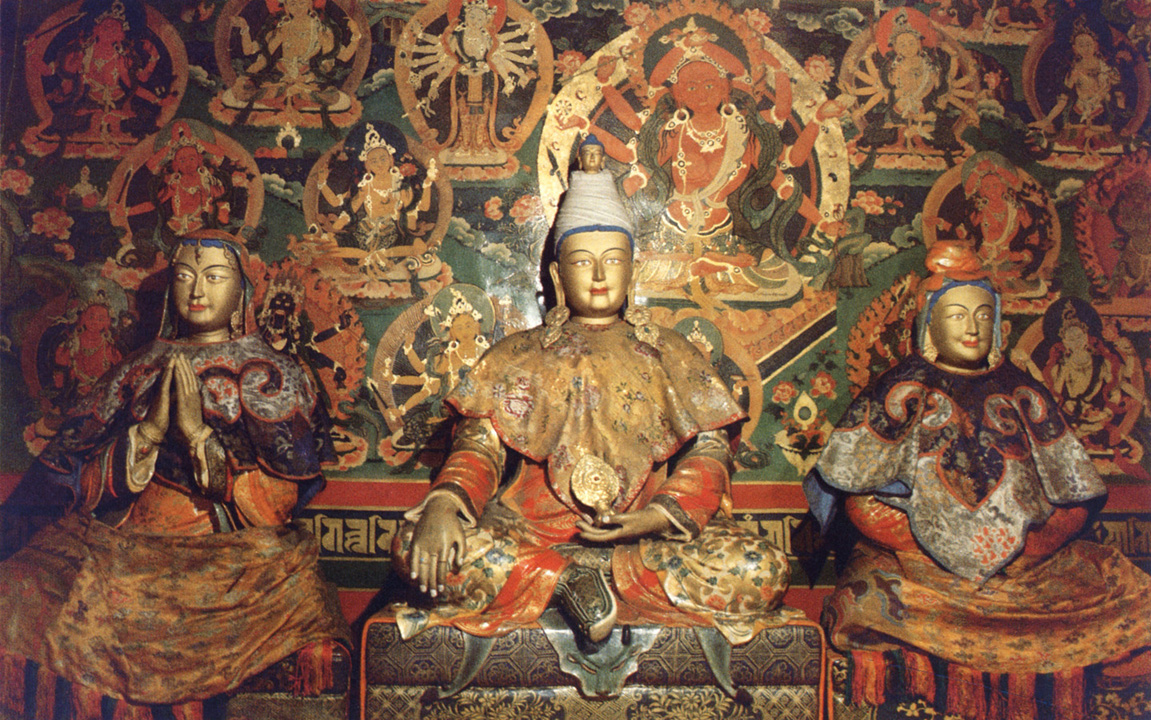
尺尊公主（左）、松贊干布（中）、文成公主（右）

當時唐朝禪師摩訶衍，藏文稱其為「和尚」（Hva-san）或「大乘和尚」（Mahāyāna Hva-san）入藏宏揚禪宗，後與蓮花戒辯論，史称“顿渐之争”、「桑耶論諍」或「西藏諍論」。大乘和尚所倡论点是，成佛之道应通过个人突发的顿悟，此顿悟来源于摒除包括善恶在内的一切思考。莲花戒认为任何人都不可能全部摒除思考，要求自己不作任何思考的本身就是一种思考；他坚持只有经过逐渐的修持，才能取得成就，批评顿悟派不别善恶、不积善行，幻想立地成佛，实为束手待毙。双方反复争辩，甚为激烈。大乘和尚曾一度占上风，但最后败北，被迫返回沙州（今甘肃敦煌）；赤松德贊下令不得再修頓門法。因為西藏王室刻意壓抑漢傳佛教的影響力，使得漢傳佛教無法進入西藏。但是在西藏固有的大圓滿、大手印傳承中，仍然可以看出它受到漢傳佛教影響的痕跡。
佛教傳入西藏後，與本土的苯教發生衝突，史称“佛苯之争”。841年，吐蕃赤祖德赞在信奉苯教的贵族大臣发动的政变中被杀，其兄朗达玛被拥戴即赞普位后，禁止佛教在吐蕃境内流传，寺廟被毀，佛經被焚，僧人被迫還俗或被殺害。這使得藏傳佛教在往後的百年間陷入了黑暗期。史称朗达玛滅佛。经过此次禁佛运动，至100多年后，佛教才从多康地区重新传入西藏，开始了后弘期。

### 後弘期
9世紀中葉，朗達瑪滅佛，公元842-978年西藏的佛教处于沉寂阶段。此后，由西康地區再度傳入，藏傳佛教又得復甦。在朗達瑪滅佛後，因經典散失，開始有人發掘編輯舊有保留的佛經，稱為伏藏，根據前弘期舊譯經典及伏藏所建立的教派稱為寧瑪派，又稱舊派（舊譯派）。而在朗達瑪滅佛之後，重新由印度取回重譯的經典，稱新譯。由大譯師仁欽桑波重興的佛教為後弘期。此後印度的佛教學者，特別是遭遇變亂時期的那爛陀寺、超岩寺等的學者，（印度比哈爾邦省的佛教各大寺廟在1203年被突厥入侵軍全部毀壞），很多人前往西藏取經，傳譯事業因而興盛，著名的譯師有馬爾巴等人。馬爾巴就是在这段印度佛教末期期间，多次往返印度学法，把密法传回西藏的。
1042年，有孟加拉佛教大師阿底峽尊者入藏，又大弘佛法，重建僧伽，傳播中觀應成派大義。同時仁欽桑波（寶賢）在古格翻譯了很多的經論。史稱上路弘傳。桑耶寺僧徒北上宗喀學經後，回到本寺傳教，史稱下路弘傳。
1260年（中統元年）元朝建立之際，元世祖封薩迦派法王八思巴為國師，授與玉印，統領吐蕃。於是，薩迦派在當時成為吐蕃的政治與宗教領袖，称为薩迦巴。元末明初，帕木竹巴取代了薩迦巴的勢力，帕竹噶舉派及其支派也在帕竹統治時期興盛起來。
明初，隨著噶舉派勢力逐漸抬頭，1407年（永乐五年）明成祖冊封噶瑪噶舉派第五世法王得銀協巴（哈立麻）為「大寶法王」，而「大寶法王」這個封號，至今也一直被「噶瑪噶舉派」歷代法王所專用。明神宗時，由于蒙古贵族的推崇，藏传佛教的发展迎来另一个高潮。漠南蒙古土默特部俺答汗與索南嘉措在青海仰華寺會面，俺答汗上「達賴喇嘛」的尊號，成為藏傳佛教再次傳入蒙古的契機。到十七世紀中期，大漠南北的大部分蒙古人已信仰藏傳佛教。此時新起的格魯派聲勢也發展迅速，並不斷擴展。1641年，后藏日喀则扎什伦布寺寺主罗桑却吉坚赞与五世达赖喇嘛引漠西蒙古和硕特部固始汗入藏，击败打压格鲁派的藏巴汗。固始汗为罗桑却吉坚赞上尊号为「班禅博克多」。清朝入关後，1652年（順治九年），清世祖冊封格魯派領袖五世達賴為「西天大善自在佛所領天下釋教普通瓦赤拉呾喇達賴喇嘛」。1713年（康熙五十二年），清圣祖册封格鲁派领袖、罗桑却吉坚赞的继承人罗桑益西为「班禅额尔德尼」。
印度傳入西藏的顯教，代表性著作有五大部，就是《釋量論》、《根本說一切有部律》、《俱舍論》、《入中論》、《現觀莊嚴論》。藏文大藏經（包括《甘珠爾》和《丹珠爾》）近六千部中絕大多數是直接由梵文翻譯的，少數是從漢文轉譯的，因此，印度後期佛教的論著豐富保存在藏文大藏經裏，尤其是因明、聲明、醫方明等論著數量龐大，這些譯著都非常重要。

### 朝聖之路
現代西藏的藏傳佛教的朝聖文化是於1980年代才復興的，那時西藏文革結束不久，社會運作恢復。

## 传播

### 古代
十三世紀後，藏傳佛教開始向外傳播。因元朝皇室的扶持，藏传佛教于元代傳入漢地，并在蒙古贵族之中流传。元世祖忽必烈時期，佛教（尤其是藏传佛教）获得了元朝朝廷相当的尊重，薩迦派法師八思巴被忽必烈奉為國師（後升為帝師），賜玉印，任中原法王，命統天下佛教，並兼任總制院（後改名為宣政院）使來管理吐蕃（今藏区）事務。
藏密喇嘛教在元朝益漸受寵過度，至晚期釀成極大民怨，喇嘛目無法紀。《元典章》記載云：「侵漁百姓，非理生事。」乃至皇室成員也敢追（打）。《元史·釋老傳》：「泰定二年，西台御史李昌言：見西番僧佩金字圓符，絡繹道途，馳騎累百，傳舍至不能容，則假館民舍，因追逐男子，姦污女婦。」「（至大二年），有僧龔柯等十八人，與諸王合幾八刺妃忽禿赤的斤爭道，拉妃墮車毆之，且有犯上等語，事聞，詔釋不問。」「又至大元年，上都開元寺西僧強市民薪，民訴諸留守李壁。壁方詢問其由，僧已率其黨執白挺突入公府，隔案引壁發，捽諸地，捶撲交下，拽之以歸，閉諸空室，久乃得脫。」「世祖遣通事脫脫護送西僧過真定，僧捶驛吏幾死。」史載元順帝怠於政事，荒於游宴，尤喜十六天魔舞。這種舞蹈原屬內宮秘密戒者參與觀賞，上行下效，開始流行於「浙西」、「浙東」地區並傳入西北邊陲。
到了十七世紀，隨著蒙古各部封建主對藏傳佛教的推崇，藏傳佛教逐漸影響了蒙古社會的各個方面，活佛干預政治以及林丹汗時期紅、黃兩派的衝突更加劇了蒙古的衰敗，後金的皇太極就曾以此告誡眾人崇信喇嘛的危害。而為了更好的控制蒙古人，清朝統治者利用藏傳佛教的转轮王傳統，增加其合法性，「興黃教以安蒙古」。清朝為了增强其统治地位，大力塑造“转轮王传统”，不但默許了文殊皇帝的稱呼，在《重修文殊寺碑》中稱「多筑精舍会成为金转轮王」。乾隆帝亦自称为文殊菩萨下凡，佛教傳說的轉輪王的化身。

### 近現代
在达赖喇嘛流亡之後，藏傳佛教更是传播到西方國家和世界各地。现在在任何一个国际大都市都可以看到藏傳佛教的寺庙或学习研修中心。在臺灣，藏傳佛教也是日益興盛的教派，臺南市的古剎重慶寺原屬禪宗臨濟宗就因改宗，現在轉為西藏密宗噶舉派（白教）的分院。

## 显密

### 显宗
藏傳佛教中並沒有部派佛教傳承，但在四部宗義中以說一切有部及經量部代表部派佛教，以唯識及中觀代表大乘顯教。格鲁派尤其重视显教研习，认为修行应当“先显后密、由显入密”。萨迦派在显教方面亦建树颇多。

### 密宗
汉语中，西藏的密宗通称“藏密”。早在7世纪松赞干布时期的藏传佛教，就传入密部经典。8世纪间印度密教僧人寂护和莲花生到藏弘法，建有密教的根本道场桑耶寺。其后又有法称来藏传瑜伽金刚界法、大曼荼罗等灌顶；无垢友、施戒等来藏译出《集密》等许多密宗典籍。密教在西藏得到了流传。但841年赞普朗达玛禁佛时受到了严厉的打击。
直至10世纪，藏地阿里地区统治者智光派沙门宝贤等赴印学习“集密”、“时轮”等经续、注释及仪轨等。并迎请印僧作信恺、作莲密、佛祥静、佛护、莲花密等来藏翻译显密经论，而以瑜伽密部尤其是《集密续》为重点。东印度僧人法护及其弟子等也在藏地译出许多前所未有的密乘典籍，使密教在藏地又得到弘传。11世纪中期，中印度超戒寺僧人阿底峡应请入藏，宣扬显密观行教法，使密教得到相应发展。其弟子续其法灯，弘通无上瑜伽，首开西藏密教噶当一派。此外，弘传密教的，还有宁玛、噶举、萨迦等派。15世纪初，宗喀巴及其弟子贾曹杰、克主杰等创立格鲁派。下传达赖、班禅两大系，为现今藏地盛行的一大密宗教派。西藏密法一般分为四部，即事部、行部、瑜伽部和无上瑜伽部。但密宗各派几乎全以无上瑜伽部各种教授为主要修习法门。无上瑜伽部又分为三部。其中父部奉密集金刚、大威德金刚为本尊；母部奉胜乐金刚、喜金刚为本尊；无二部奉时轮金刚为本尊。各尊均有自己大量的“本续”、“疏释”和“仪轨”。藏密的重要法门有大圆满、大手印、道果、五次第、六加行、拙火定等。
西藏密宗一般自稱為金剛乘，因為有不許公開的秘密傳授，及充滿神秘內容的特徵，印順法師稱此為「秘密大乘」。
西藏密宗「無上瑜伽密」認為眾生所有淫、怒、痴等情緒，若運用得當，都可被証悟者運用以教導眾生，成為達到真實的「方便法門」，「無上瑜伽密續」視男女雙修法為無上密法之一，詳述雙身法（男女雙修），重點是認識欲望，即貪、嗔、癡的本質，主張在欲望當中能脫離欲樂，才是真了脫生死，但此種密法非常危險，僧侶只要感受到一念的淫樂，死後就墮落金剛地獄。經續裡說，「修行人閉眼時，樹上的果子會落下來；睜眼時，果子又會重長上去，具備這樣的定力時才可以雙修。」
阿底峽進入西藏後，非常反對雙身法，建議眾僧停止此修法。格魯派祖師宗喀巴則將此法直接廢除，因為依佛教戒律，僧人不可以男女雙修，否則犯淫戒，屬於邪淫。格魯派統一西藏之後，通令各個門派，禁止修煉此法，各門派都堅定同意。但今日在世界各地仍有許多神棍，玷污清規，假借密宗男女雙修之名騙財騙色。

## 教派
现代藏传佛教派别主要是在后弘期中逐渐形成的。其主要分为四大主流派别，分别为：宁玛派、噶举派、萨迦派及格魯派。在中文中，这四主流派别因其服饰及建物之特色而常被称为红教、白教、花教及黄教。其中，宁玛派是藏传佛教中历史最悠久的，萨迦派是以位于西藏南部的萨迦寺命名的。以下列表不分先后顺序：
- 宁玛派（红教或古宗派）
- 噶舉派（白教，主要分为四宗八派）
  - 香巴噶舉（教法的主要持有者為卡盧仁波切）[26][27]
  - 惹瓊噶舉
  - 達布噶舉（塔波噶舉、達波噶舉）
    - 噶瑪噶舉
    - 帕竹噶舉
      - 直貢噶舉
      - 竹巴噶举（主巴噶舉、竺巴噶舉）
      - 雅桑噶舉
      - 達隆噶舉
      - 綽補噶舉
      - 修賽噶舉
      - 葉巴噶舉
      - 瑪倉噶舉

    - 拔戎噶舉（巴戎噶舉、巴龍噶舉）
    - 蔡巴噶舉
- 萨迦派（花教，除了薩迦本派之外，尚有哦巴、茶巴、種巴三支派）
- 噶当派（原噶当派僧人和寺院先后都改宗格鲁派）
- 格鲁派（黄教，由噶当派演變而來）
- 希解派
- 觉囊派
- 觉宇派
- 廓扎派
- 夏鲁派

現在一般称呼的「黑教」是藏族的苯教之俗称，是佛教传入以前的西藏本土宗教。苯教是一种祭祀大地山河的泛灵信仰，後來一部分教士吸收了佛法名词及教义，在佛法传入西藏之后，苯术已不如佛教盛行。苯教在藏傳佛教勢力較薄弱的地區，如四川、青海一带仍有不少的信徒和寺廟。

## 经典
藏傳佛教分顯教、密宗二者。除翻譯的經典佛語甘珠爾，和印地大師的著作丹珠爾，藏地的著述數目十分地多。佛學院內的學僧按照先顯後密的學習次第，先學習顯教的五部大論：以唯識學觀點解釋般若經的《現觀莊嚴論》、講述戒律的《戒律論》、講述部派佛教的《俱舍論》、講述中觀學的《入中論》、及講述因明學的《釋量論》。而密乘的學習，各派不盡相同，以格魯派為例，需學習《密宗道次第广论》。

## 人物
- 松贊干布
- 寂護
- 蓮花生
- 馬爾巴
- 八思巴
- 宗喀巴
- 黃臺仰
- 李察·吉爾

## 僧侣制度

### 稱謂
- 札巴：係指一般僧人，也稱古修或阿科
- 多傑諾本：即阿闍黎，金剛上師之意
- 堪布：精通佛學或世間法之教授
- 格西：精通佛學之博士
- 祖古：有乘願轉世之能的金剛上師，著名者如噶舉派之大寶法王

### 礼仪
- 献哈达
- 谒见礼仪
- 礼佛
- 大诵经仪典
- 降神仪规
- 密宗祭坛
- 火坛仪式
- 祭祀礼仪
- 军旅礼仪
- 灌顶传法仪规
- 活佛坐床礼仪
- 活佛受戒典礼

### 法器

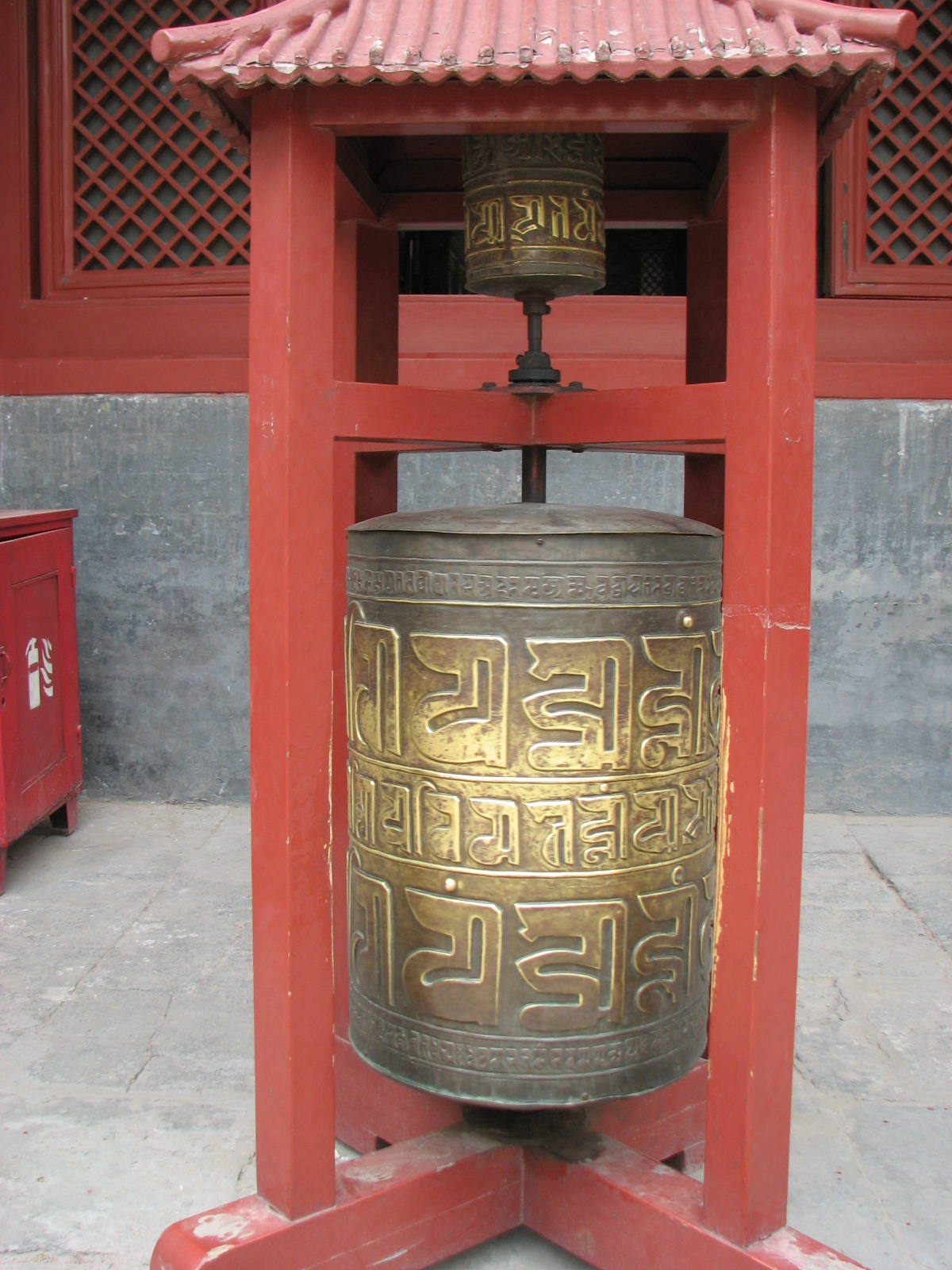
北京雍和宫的转经轮

- 礼敬法器
- 称赞法器
- 供养用法器
- 持验法器
- 护摩法器
- 祈祷法器
- 人骨法器

### 法乐
- 吹管乐器
  - 筒钦（英语：Tibetan horn）
- 弹拨乐器
- 拉弦乐器
- 打击乐器

### 法舞
法舞，藏语称钦木。指舞者带上具有佛教象征意义的面具，在法器的节拍下直接演示佛教教义的舞蹈。

### 节日及庆典

#### 法会节庆

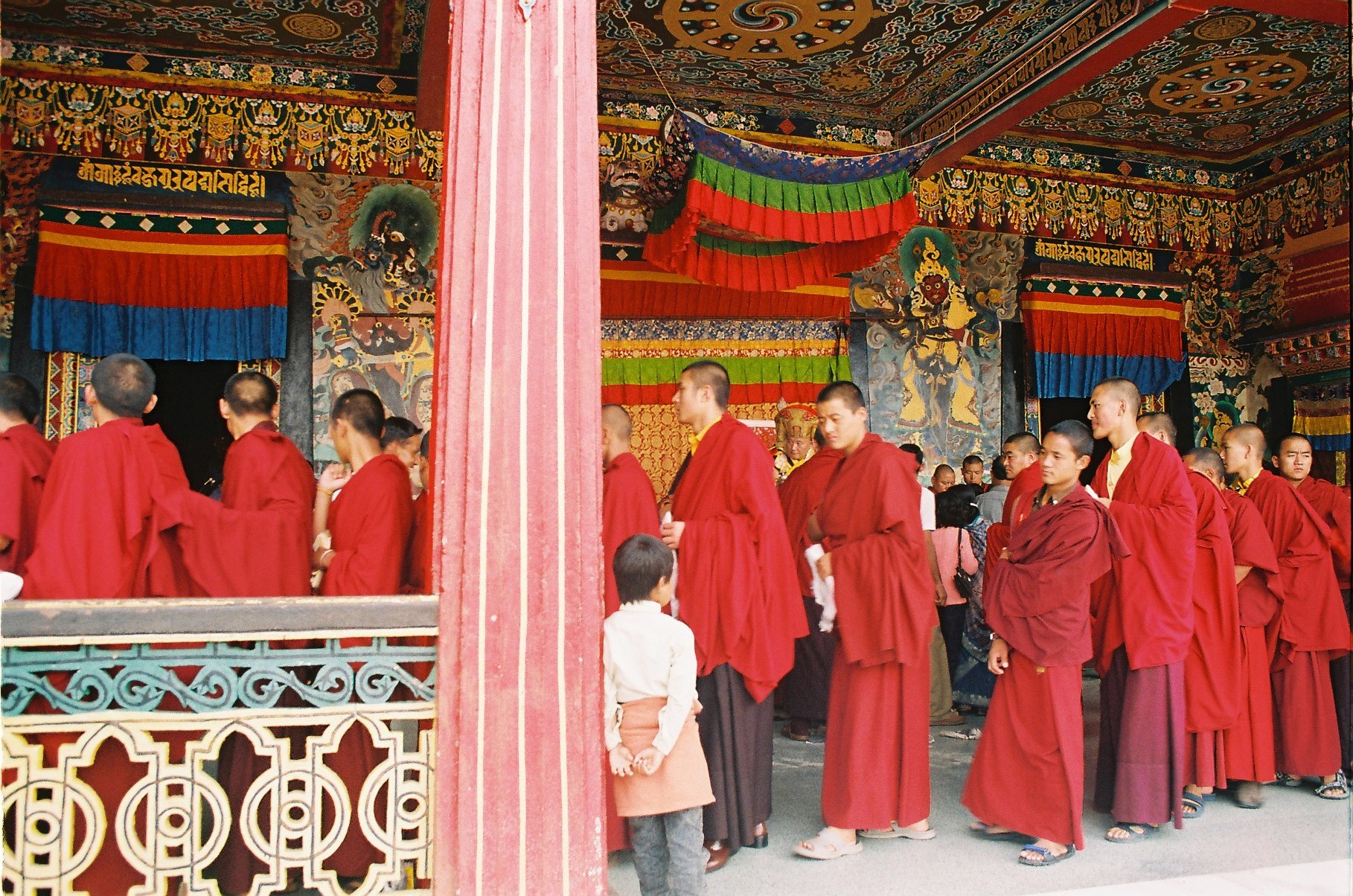
锡金隆德寺的佛事活动

- 默郎木祈愿大法会
- 宗喀巴圆寂忌辰
- 默郎木小会
- 腊月布拉达跳神大会
- 酥油灯会

#### 民间节日

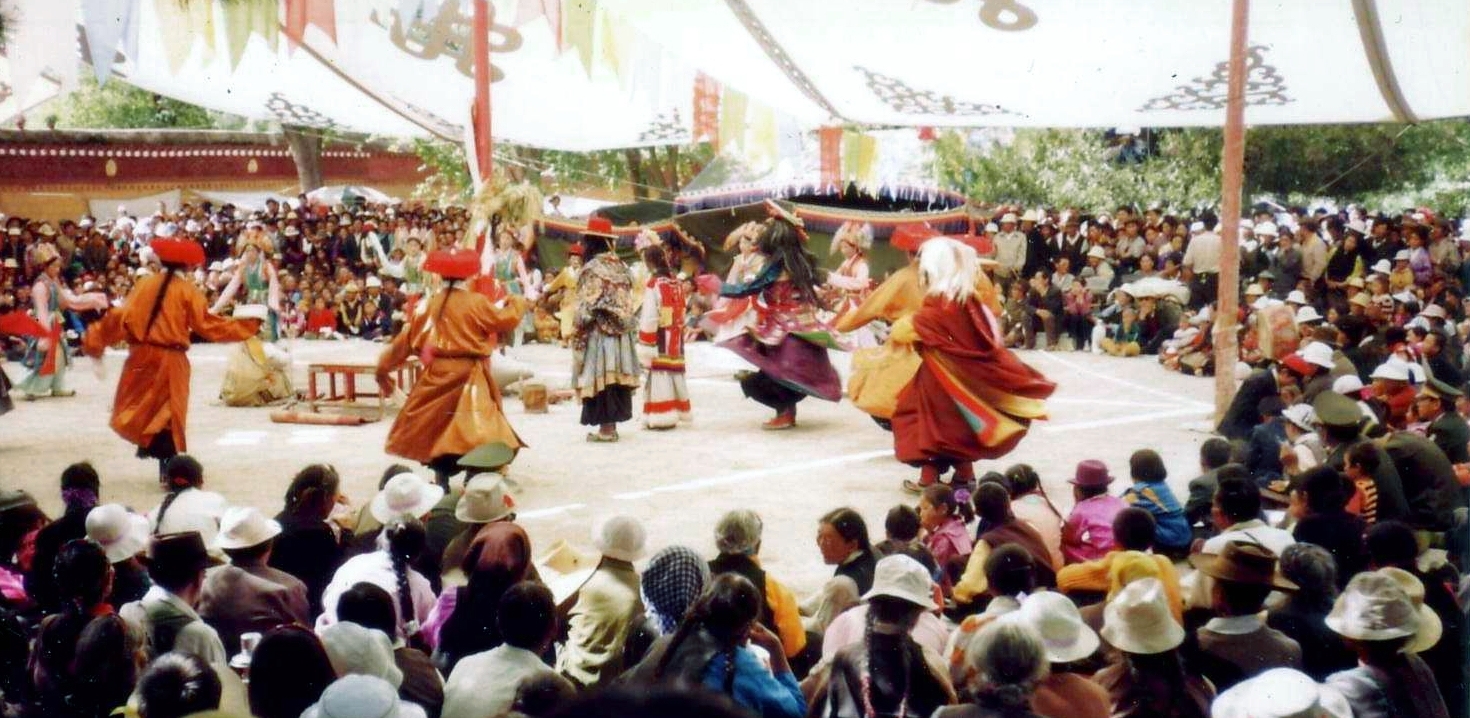
雪顿节时罗布林卡的藏戏

西藏民间传统节日充满佛教内容或带有佛教色彩，故与佛教本身节日无从严格区别。各地各派的节日活动也不一致。一般说来，纪念佛诞为藏历四月上弦七日，和汉地相近。拉萨每年正月举行祈愿法会长达一月余。六月底七月初举行的雪顿节，系由夏安居衍变而来。七月底举行望果节为庆祝丰收。青海塔尔寺于每年正月十五灯节展出酥油花，正月初八至十五日举行祈愿大法会，四月初八至十五日举行四月法会纪念释迦牟尼的诞生、成道与涅槃。六月初三至初八举行纪念释迦牟尼三转法轮大法会，九月二十日至二十六日举行纪念释迦牟尼降凡大法会。
- 雪顿节
- 望果节
- 沐浴节
- 香浪节
- 插箭节
- 浴佛节
- 赏花节
- 采花节

## 艺术文化

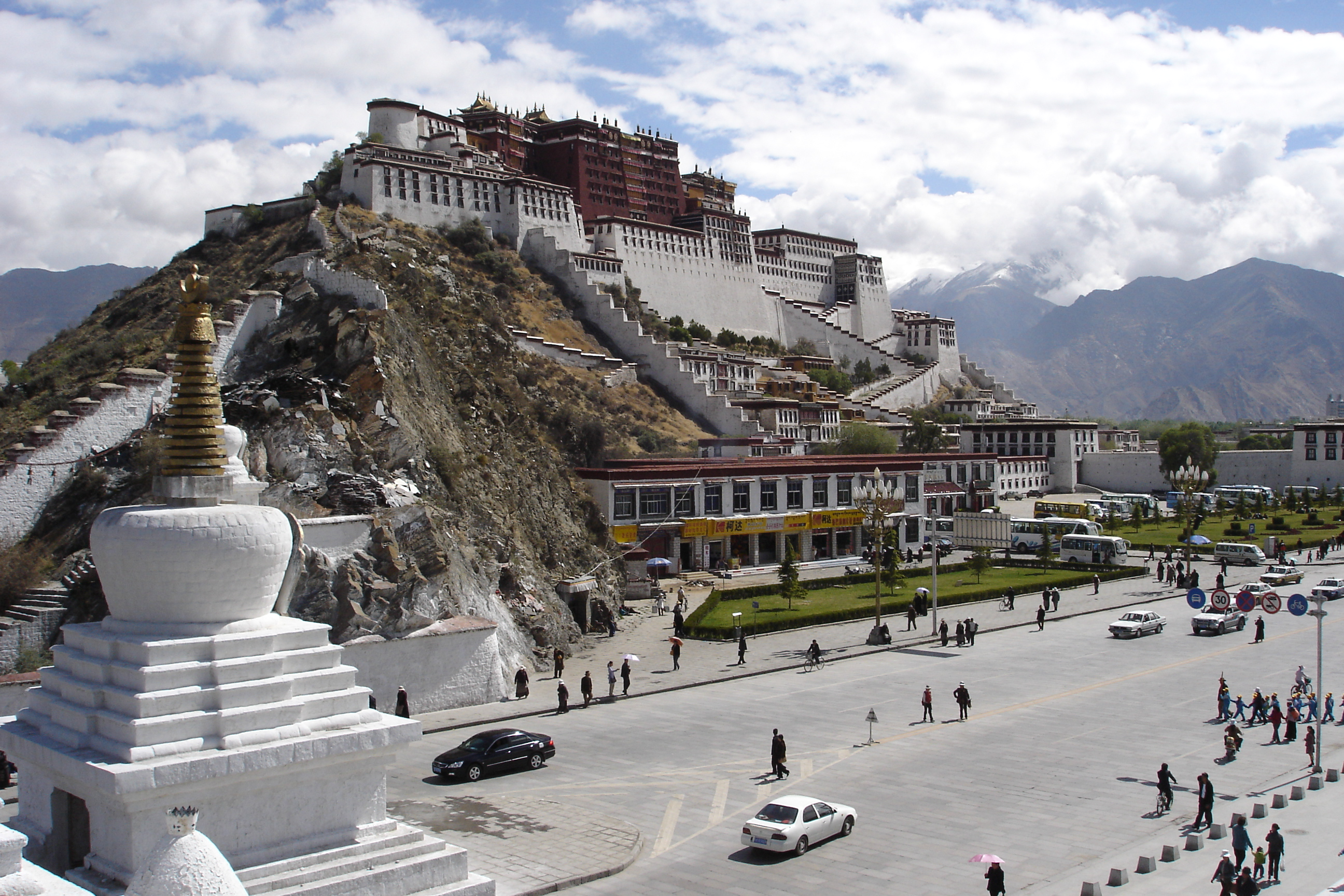
拉萨布达拉宫

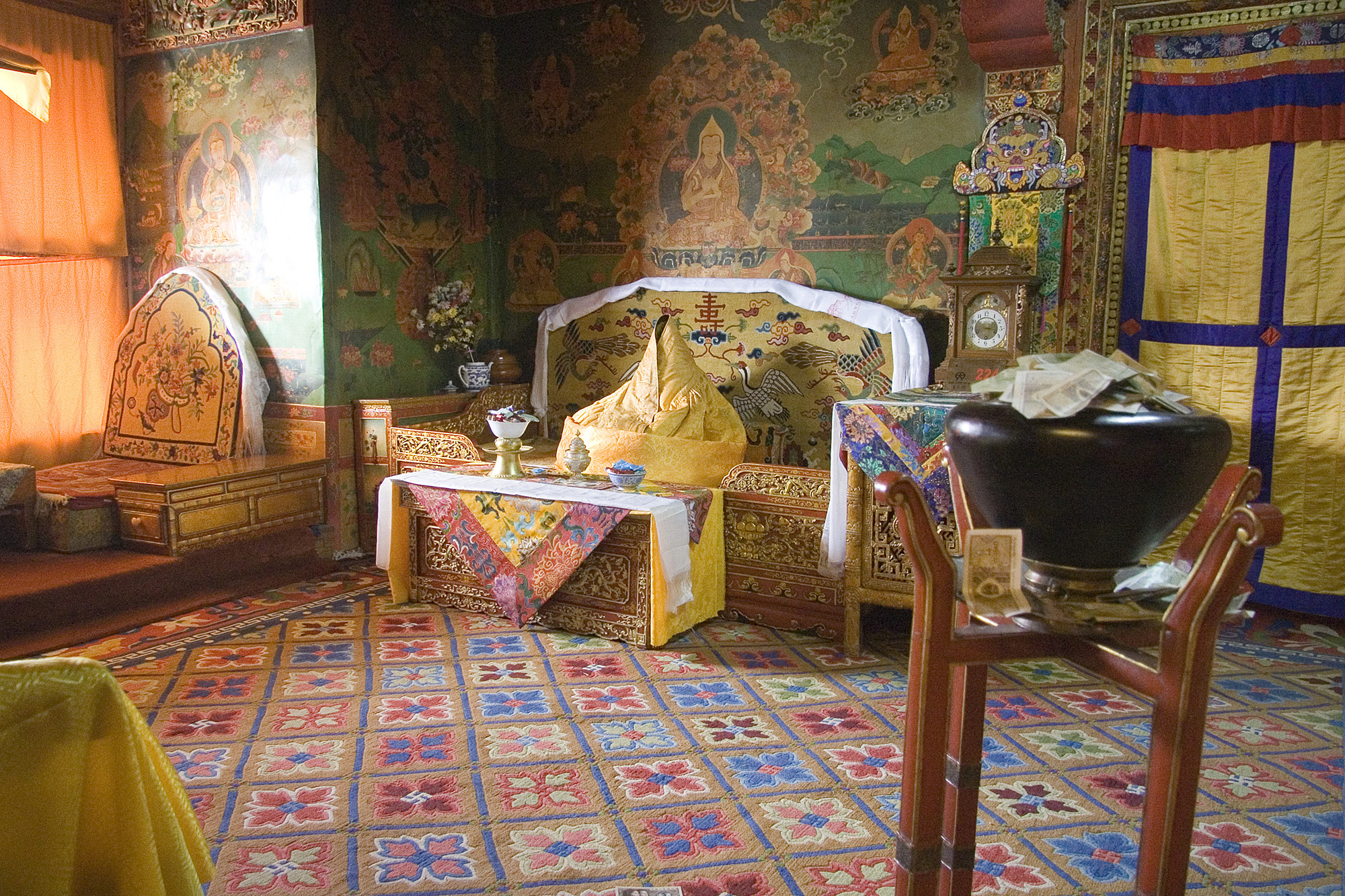
布达拉宫达赖喇嘛住处

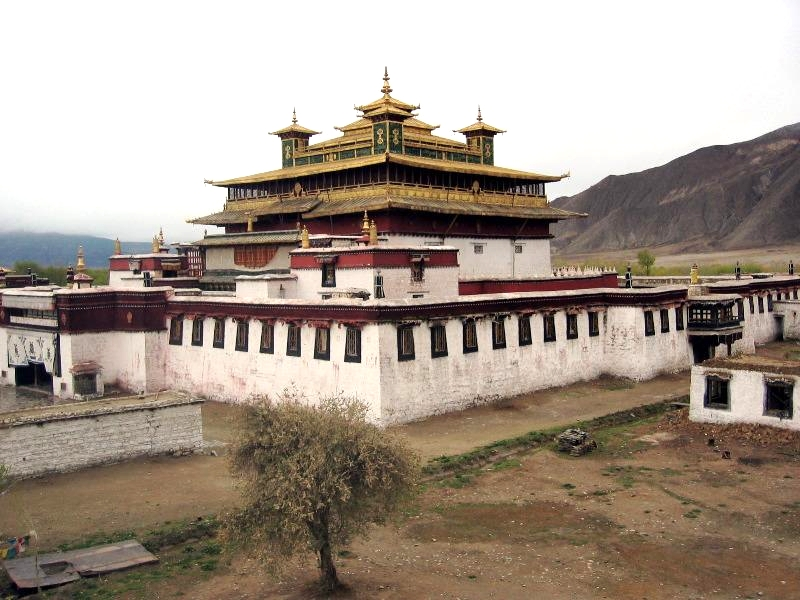
桑耶寺远景

佛教开始自汉地传入吐蕃，以后又直接自印度传入。在前弘期中，汉、印两系佛教在吐蕃都有影响。汉、印两地高度发展的工艺美术也一并传入，故莲花生主持兴建的桑耶寺即采用印、汉、藏三式，这种兼收并蓄，博采众长，取精用宏的作风在藏族文化中随处可见。藏文書法中有伏藏体、密文体、幻妙体，用於書寫伏藏、密宗典籍。西藏医学以《四部续》集其大成，其中医药理论及医疗技术明显地综合会通了汉、印、藏的医学成果，并吸收当时西域、中亚的医术，形成独具特色的“藏医”；以后传入蒙古，又发展而成“蒙医”。寺院等建筑规模宏大，气势雄伟，雕梁画栋，备极精巧。如拉萨的布达拉宫以及甘丹寺、哲蚌寺、色拉寺和青海塔尔寺等为古代建筑中的杰作。藏传佛教寺院建筑採用數秘術與佛教圖像，如木造的柱子和柱頭由三部分組成，代表三界與三寶，以八吉祥作為裝飾。尤其因为密宗注重像设，因而使藏传佛教发展了雕塑、绘画的技巧。藏地各种佛教造像，无论雕、镂、塑、铸都能注重体型比例，栩栩如生，极为精美。大型造像如扎什伦布寺大弥勒铜像高26米，北京雍和宫旃檀木雕大弥勒像高18米，造型生动庄严，工艺巧妙精湛，具有高度的艺术水平。西藏各种刻版佛经，雕印工艺也很精美，尤以各种御赐及藏地金字藏经写工之精妙，装潢之瑰丽，为民族文化之奇珍。至于彩绘画像更以布局设色见长，纤细入微，形成特殊的艺术风格。另外，藏族使用的历法，以无上瑜伽部时轮金刚经所传历法为主，参用汉地传入的历法，从1027年（丁卯）开始，每60年为一“繞迥”。
繪畫
- 唐卡
- 壁畫

雕塑
- 金銅佛像
- 泥塑
- 擦擦
- 油塑
- 瑪尼石刻
- 石雕
- 木雕
- 夾紵像

其它藝術
- 面具
- 印經板

## 扩展阅读
- （英文） Cabezón, José Ignacio. "Tibetan Buddhist Society （页面存档备份，存于）." In: Juergensmeyer, Mark (editor). The Oxford Handbook of Global Religions. October 2006. Published online in September 2009. DOI: 10.1093/oxfordhb/9780195137989.003.0010

## 外部連結
- 沈衛榮：〈西藏、藏傳佛教的真實與傳說〉 （页面存档备份，存于）（2013）
- 佛教网络共修交流社区 （页面存档备份，存于）
- 藏傳佛教直貢噶舉 中文官方網站
- 寶吉祥佛法中心 （页面存档备份，存于）
- 格鲁教法集成 （页面存档备份，存于）
- 薩迦法王暨薩迦學院官方中文網站 （页面存档备份，存于）
- 宗薩佛學院官方中文站 ─ 正法源學佛會
- 喇嘛網 （页面存档备份，存于）
- 白教噶舉派噶瑪巴大寶法王 （页面存档备份，存于）
- 紅教寧瑪噶陀巴
- 《与西藏有缘 （页面存档备份，存于）》 林聪
- 噶瑪噶舉網絡世界 （页面存档备份，存于）
- 卡廬網 介紹藏傳佛教藝術
- 卡廬書店 藏傳佛教藝術專門書店
- 強巴林 （页面存档备份，存于） 日本的西藏佛教寺院